# Estació de trens de Bertrange-Strassen
L'Estació de trens de Bertrange-Strassen (en luxemburguès: Gare Bartreng-Stroossen; en francès: Gare de Bertrange-Strassen, en alemany: Bahnhof Bertringen-Strassen) és una estació de trens que es troba a Bertrange al sud-oest de Luxemburg també serveix per al servei a la població de Strassen. La companyia estatal propietària és Chemins de Fer Luxembourgeois. L'estació està situada en el ramal ferroviari de la línia 5 CFL, que connecta la ciutat de Luxemburg amb l'oest del país i la ciutat belga d'Arlon.

## Servei
Betzdorf rep els serveis ferroviaris pels trens de Regional Express (RE) i Regionalbahn (RB) amb relació a la línia 5 CFL entre Ciutat de Luxemburg i Kleinbettingen, o Arlon i Marbehan a Bèlgica.